# 163 (numero)
Centosessantatré (163)  è il numero naturale dopo il 162 e prima del 164.

## Proprietà matematiche
- È un numero dispari.
- È un numero difettivo.
- È il trentottesimo numero primo (precede il 167 e segue il 157).
- È un numero nontotiente in quanto dispari e diverso da 1.
- È un numero strettamente non palindromo.
- È parte della terna pitagorica (163, 13284, 13285).
- È un numero fortunato.
- È un numero intero privo di quadrati.
- È un numero malvagio.

## Astronomia
- 163P/NEAT è una cometa periodica del sistema solare.
- 163 Erigone è un asteroide della fascia principale del sistema solare.
- NGC 163 è una galassia ellittica della costellazione della Balena.

## Astronautica
- Cosmos 163 è un satellite artificiale russo.